# 東京大学大学院工学系研究科・工学部
東京大学工学部（とうきょうだいがく こうがくぶ、英称:Faculty of Engineering）は、東京大学の後期課程に設置される工学部である。また、東京大学大学院工学系研究科（とうきょうだいがくだいがくいん こうがくけいけんきゅうか、英称:Graduate School of Engineering）は、同大学大学院に設置される工学系研究科である。
工学系研究科は教職員の所属する組織であるとともに大学院教育（修士課程、博士課程）を担当する組織であり、工学部は学部教育を担当する教育組織であるが、一体となって運営されているため、この記事で合わせて解説する。

## 概要
現在、工学部の下に16学科、工学系研究科の下に18専攻が設置されている。また、10の附属施設が設置されている。施設は、東京都文京区の本郷キャンパスの他、茨城県那珂郡東海村（原子力専攻）、茨城県石岡市（柿岡教育研究施設）に立地している。
2019年5月1日時点で、教員579名、職員218名、学部学生2,137名（研究生4名含む）、大学院学生3,702名（修士課程2,346名、博士課程1,271名、専門職学位課程15名、大学院外国人研究生63名、大学院研究生7名）が所属する。東京大学に所属する学生のうち、学部学生の15%、修士課程学生の33%、博士課程学生の21%が工学系研究科・工学部に所属していることになる。外国人学生は1,487名である。
工学部のスクールカラーは   白色である。

### ギャラリー
- 工学部1号館
- 工学部2号館
- 工学部3号館（2014年）

## 沿革

### 略歴
旧東京大学理学部より分割された工芸学部と、工部省所轄の工部大学校を統合して、1886年に帝国大学工科大学（1897年より東京帝国大学工科大学）が設置された。当時は土木工学科、造家学科、機械工学科、造船学科、電気工学科、採鉱及冶金学科、応用化学科の7学科で構成されていた。その後、1919年に分科大学制が廃止され東京帝国大学工学部となった。1942年に、本郷地区（東京市本郷区）を第一工学部に改称し、千葉県千葉市に第二工学部が設置された。
1949年に新制東京大学工学部となった時には、土木工学科（現：社会基盤学科）、建築学科、機械工学科、精密工学科、船舶工学科（現：システム創成学科）、電気工学科（現：電気電子工学科）、計測工学科（現：物理工学科・計数工学科）、石油工学科（1951年に廃止）、鉱山学科（現：システム創成学科）、冶金学科（現：マテリアル工学科）、応用化学科（現：応用化学科・化学システム工学科・化学生命工学科）の11学科で構成されていた。同時に、第二工学部を母体として生産技術研究所が設置された。
その後、さらなる学科統合・新設・改称を経て、現在は16学科となっている。工学部は科学技術の進歩と産業界からの要請に合わせて学科組織の改編を行ってきたため、他学部に比して学科の変遷が激しい。近年では、社会基盤学科、マテリアル工学科、システム創成学科といった分野横断的な学科が新設されている。
大学院に関しては、1953年に新制の大学院が設置されたが、当時は人文科学・社会科学・数物系・化学系・生物系の5研究科であった。1965年4月に数物系・化学系・生物系の3研究科を改組し、工学系研究科を始め、理学系、農学系、医学系、薬学系の計5研究科が設置された。

### 学科の変遷
| 旧制       | 旧制       | 新制                 | 新制               | 新制               | 新制                   | 新制                   |                        |                        |
| 7学科      | 改組・新設 | 11学科               | 改組・新設         | 改組・新設         | 改組・新設             | 改組・新設             |                        |                        |
| ---------- | ---------- | -------------------- | ------------------ | ------------------ | ---------------------- | ---------------------- | ---------------------- | ---------------------- |
| 土木工     | 土木工     | 土木工               | 土木工             | 土木工             | 社会基盤               | 社会基盤               |                        |                        |
| 土木工     | 土木工     | 土木工・衛生工学     | 都市工・衛生工学   | 都市工・衛生工学   | 都市工・都市環境コース | 都市工・都市環境コース | 都市工・都市環境コース | 都市工・都市環境コース |
| 土木工     | 土木工     | 土木工・都市交通工学 | 都市工・都市計画学 | 都市工・都市計画学 | 都市工・都市計画コース | 都市工・都市計画コース | 都市工・都市計画コース | 都市工・都市計画コース |
| 造家       | 建築       | 建築・都市計画       | 都市工・都市計画学 | 都市工・都市計画学 | 都市工・都市計画コース | 都市工・都市計画コース | 都市工・都市計画コース | 都市工・都市計画コース |
| 造家       | 建築       | 建築                 |                    |                    |                        |                        |                        |                        |
| 機械工     | 機械工     | 機械工               | 機械工             | 機械工（機械A）    | 機械工（機械A）        | 機械工（機械A）        |                        |                        |
| 機械工     | 機械工     | 機械工               | 産業機械           | 機械工（機械A）    | 機械工（機械A）        | 機械工（機械A）        |                        |                        |
| 機械工     | 機械工     | 機械工               | 舶用機械           | 機械情報（機械B）  | 機械情報（機械B）      | 機械情報（機械B）      |                        |                        |
| -          | 造兵       | 精密加工             | 精密工             | 精密機械           | シス創                 | 精密工                 |                        |                        |
| 造船       | 船舶       | 船舶                 | 船舶               | 海洋船舶           | シス創                 | シス創                 |                        |                        |
| -          | -          | -                    | 原子力工           | 量子システム       | シス創                 | シス創                 |                        |                        |
| 採鉱及冶金 | 鉱山       | 鉱山                 | 資源開発           | 地球システム       | シス創                 | シス創                 |                        |                        |
| 採鉱及冶金 | 冶金       | 冶金                 | 金属工             | 金属工             | マテ工                 | マテ工                 |                        |                        |
| 採鉱及冶金 | 冶金       | 冶金                 | 金属工             | 金属材料           | マテ工                 | マテ工                 |                        |                        |
| 電気工     | 電気工     | 電気工               | 電気工             | 電気電子           | 電気電子               | 電気電子               |                        |                        |
| 電気工     | 電気工     | 電気工               | 電子               | 電子情報           | 電子情報               | 電子情報               |                        |                        |
| -          | 航空       | （→物工）            | （中絶）           | 航空               | 航空宇宙               | 航空宇宙               |                        |                        |
| -          | 航空原動機 | （→内燃機関）        | （中絶）           | 航空               | 航空宇宙               | 航空宇宙               |                        |                        |
| -          | 計測       | 計測                 | 応物               | 物工               | 物工                   | 物工                   |                        |                        |
| -          | 計測       | 計測                 | 応物               | 計数               |                        |                        |                        |                        |
| -          | 応用数学   | 計測                 | 応物               |                    |                        |                        |                        |                        |
| 応化       | 応化       | 応化                 | 合成化学           | 合成化学           | （改組）               | 応化                   |                        |                        |
| 応化       | 応化       | 応化                 | 化学工             |                    | （改組）               | 応化                   |                        |                        |
| 応化       | 応化       | 応化                 | 燃料工             | 反応               | （改組）               | 化シス                 |                        |                        |
| 応化       | 応化       | 応化                 | 工業化学           | 工業化学           | （改組）               | 化生                   |                        |                        |
| -          | -          | 石油                 | （廃止）           | （廃止）           | （廃止）               | （廃止）               |                        |                        |

### 年表
出典:

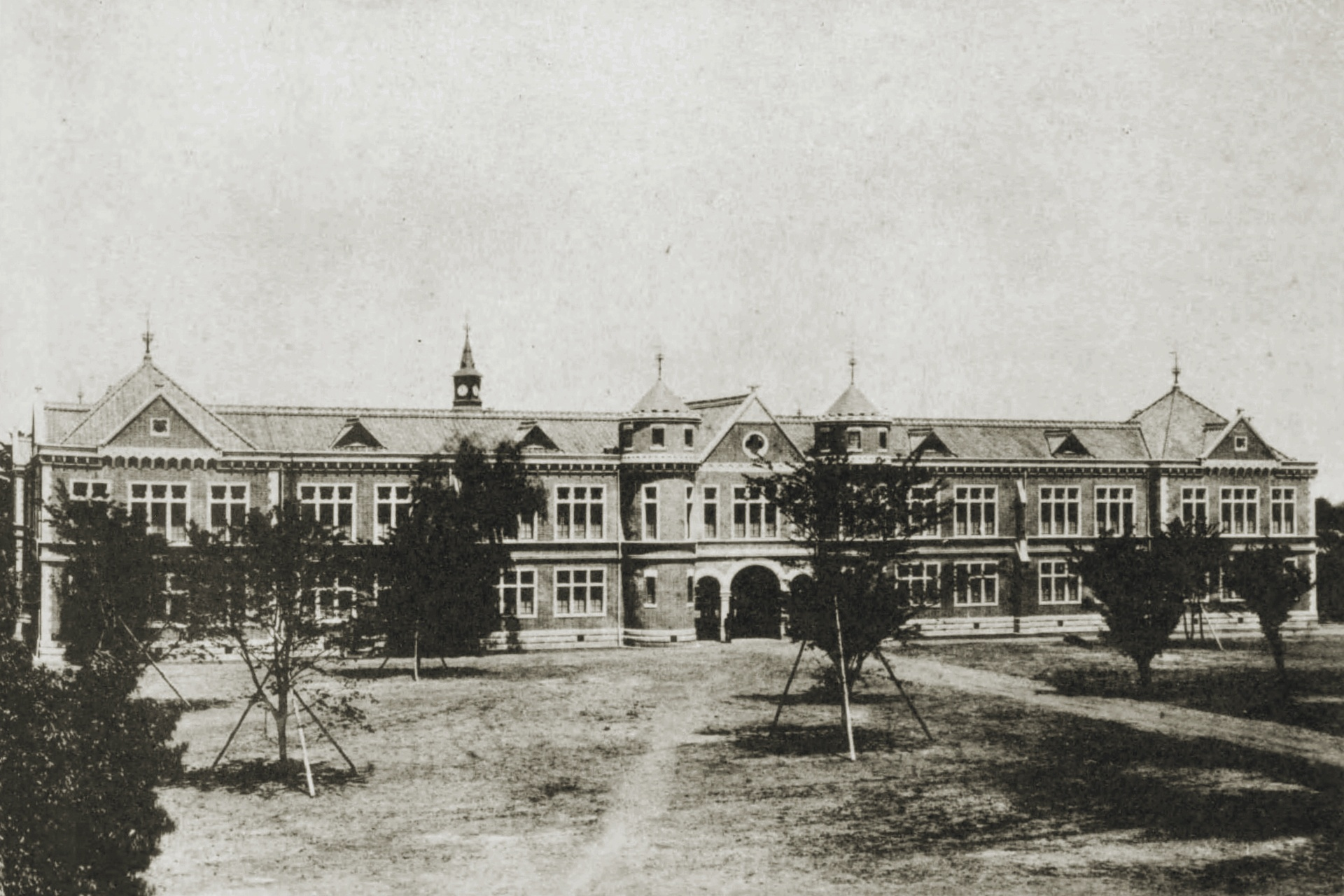
工科大学本館
（辰野金吾の初期作品）

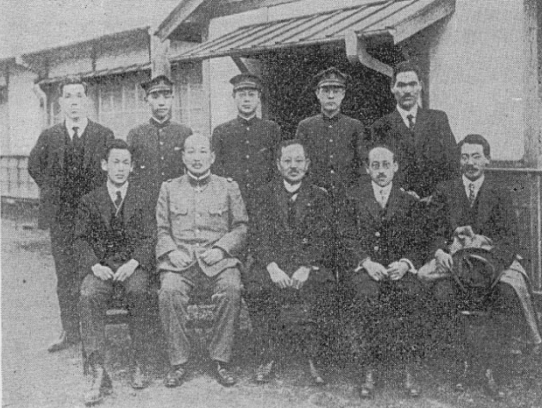
工学部航空学科の第一期卒業生（1923年）

- 1886年（明治19年）3月 帝国大学設置。東京大学工芸学部と工部大学校の合併により、工科大学を設置、7学科。
- 1897年（明治30年）6月 帝国大学を東京帝国大学に改称した。
- 1919年（大正08年）2月 工科大学は、工学部となる。
- 1939年（昭和14年）10月 附属総合試験所を設置した。
- 1942年（昭和17年）4月 本郷地区を第一工学部に改称、千葉市に第二工学部を設置した。
- 1947年（昭和22年）10月 東京帝国大学が東京大学に改称された。
- 1949年（昭和24年）5月 新制の東京大学となる。11学科、第二工学部を母体として生産技術研究所を設置した。
- 1951年（昭和26年）
  - 2月 工学部分校を設置した。
  - 3月 第二工学部が閉学した。
- 1953年（昭和28年）4月 新制の大学院が発足した。
- 1954年（昭和29年）3月 工学部分校を廃止した。
- 1965年（昭和40年）4月 大学院工学系研究科を設置した。
- 1967年（昭和42年）6月 附属原子力工学研究施設を設置した。
- 1975年（昭和50年）4月 工業高等専門学校の工学部への編入制度を開始した。
- 1981年（昭和56年）4月 附属境界領域研究施設を設置した。
- 1988年（昭和63年）3月 附属境界領域研究施設を廃止した。
- 1992年（平成04年）4月 大学院重点化に伴う工学系研究科の整備を開始した。
- 1995年（平成07年）3月 大学院重点化に伴う工学系研究科の整備完了、21学科、24専攻（83大講座）。
- 1999年（平成11年）4月 マテリアル工学科設置に伴い20学科。
- 2000年（平成12年）4月 附属水環境制御研究センター設置、システム創成学科設置に伴い17学科。
- 2001年（平成13年）4月 附属量子相エレクトロニクス研究センター設置。情報理工学系研究科設置に伴い17学科20専攻。

計数工学専攻、情報工学専攻、電子情報工学専攻、機械情報工学専攻の4専攻が情報理工学系研究科へ移行し、20専攻となった。
- 2002年（平成14年）4月 マテリアル工学専攻設置に伴い17学科19専攻。

金属工学専攻、材料学専攻を改組してマテリアル工学専攻が設置されたことにより、19専攻となった。
- 2004年（平成16年）4月 国立大学法人法の施行により、国立大学法人東京大学となる。附属総合試験所を附属総合研究機構に改称した。
- 2005年（平成17年）4月 超伝導工学専攻の廃止。原子力国際専攻、原子力（専門職）専攻設置に伴い、17学科20専攻。工学教育推進機構を設置した。
- 2006年（平成18年）4月 精密工学科、バイオエンジニアリング専攻、技術経営戦略学専攻の設置に伴い、18学科、22専攻。
- 2008年（平成20年）4月 エネルギー・資源フロンティアセンター設置。電気電子工学科、システム創成学専攻、電気系工学専攻の設置に伴い、17学科、19専攻。

新領域創成科学研究科との間で専攻の統合・再編が行われた。具体的には、新領域創成科学研究科基盤情報学専攻が工学系に復帰し、電気工学・電子工学の2専攻と統合して、電気系工学専攻となった。また、環境海洋工学専攻、システム量子工学専攻、地球システム工学専攻が統合され、システム創成学専攻となった（同時に環境海洋工学専攻の一部が新領域に移動し、同研究科環境システム学専攻と連携して海洋技術環境学専攻が新設された）。これらの専攻再編に合わせて、全学センターである高温プラズマ研究センターが廃止された。
- 2009年（平成21年）4月 機械工学科、機械工学専攻の設置に伴い、16学科、18専攻。
- 2010年（平成22年）4月 光量子科学研究センター設置した。
- 2011年（平成23年）4月 工学教育推進機構を廃止し、国際工学教育推進機構を設置した。
- 2012年（平成24年）4月 医療福祉工学開発評価研究センターを設置した。
- 2013年（平成25年）5月 レジリエンス工学研究センターを設置した。
- 2016年（平成28年）4月 スピントロニクス学術連携研究教育センターを設置した。
- 2017年（平成29年）3月 社会連携・産学共創推進室を設置した。
- 2019年
  - （平成31年）4月 人工物工学研究センターを設置した。
  - （令和元年）7月 水環境制御研究センターを改組し、水環境工学研究センターを設置した。

## 教育と研究

### 組織

#### 工学部
工学部は学部教育を担当する教育組織。現在16の学科がある。学部教育を担当する教員の主な所属は、大学院工学系研究科、大学院情報理工学系研究科、大学院新領域創成科学研究科、大学院情報学環・学際情報学府。
- 社会基盤学科（旧土木工学科）
  - 設計・技術戦略コース（社会基盤学A）
  - 政策・計画コース（社会基盤学B）
  - 国際プロジェクトコース（社会基盤学C）
- 建築学科

工部省が1873年に開校した工学寮工学校から存在。当時は造家学科の名称で発足。しばらくは専任教諭が不在だったが、1977年に英国人建築家ジョサイア・コンドルが造家学科教師として招聘され、彼によって建築の専門教育が本格的に行われるようになる。1886年の工科大学に造家学科も設置。1893年講座制度が定められてからは三講座（第一講座：建築一般構造、第二講座：建築設計、第三講座：歴史的意匠と建築史）設けられた。
東京帝国大学工科大学改称後の1898年には造家学科から建築学科に名称を変更する。1915年に鉄骨およびコンクリート構造を内容とする講座、1920年には東洋建築史講座が発足。その後歴史的意匠と建築史は計画原論へ、東洋建築史講座が建築史学講座となった他、建築材料と建築計画を担う都市防災講座が開設。
戦後は科目に溶接学の新設がなされると未承認の建築材料学が発足し、実質的に八講座となっていたが、1962年に都市工学科が設置されると、都市計画関係の講座が都市工学科に移る。1968年には建築材料学講座が正式に認められ、2年後の1970年に建築計画学の第三講座や第四講座と新設がつづいた。
現在はそれらを再編し、大学院大学化に伴って建築学講座、建築計画学講座、建築構造学講座、建築環境学講座の4つの大講座から構成される体制となっている。一部は新領域創成科学研究科社会文化環境学専攻の教員も建築学科における教育を行っている。
- 都市工学科
  - 都市環境工学コース
  - 都市計画コース

1962年に建築学科から4講座と土木工学科から1講座の都市計画（5講座、現都市計画コース）と、土木工学科からの衛生工学（3講座、現都市環境工学コース）からなる都市工学科として発足した。学科発足時の担当教官陣容（1968年）は、都市計画第一講座（都市基本計画）は日笠端と川上秀光、都市計画第二講座（都市設計）：丹下健三と大谷幸夫、都市計画第三講座（住宅地計画 都市解析）は本城和彦と下総薫、都市計画第四講座（都市防災、国土及び地方計画）は高山英華と伊藤滋、都市計画第五講座（都市交通計画）：井上孝と新谷洋二である。衛生工学第一講座（上水道）は板倉誠、石橋多聞と綾日出教、衛生工学第二講座（下水道 都市衛生）は徳平淳と市川新、衛生工学第三講座（水質汚濁、水処理）は杉木昭典と松尾友矩である。
- 機械工学科（機械A）
- 機械情報工学科（機械B）

1886年の工科大学設置と同時に機械工学科を設置、1960年には産業機械工学科、1961年には舶用機械工学科が設置された。1991年、舶用機械工学科は機械情報工学科となり、2009年、産業機械工学科は廃止され、現在の「機械系2学科」となる。機械系は機械A（設計・産業・環境）および機械B（情報・制御）の2コースに分かれており、機械工学科が前者に、機械情報工学科が後者に対応する。進学振分けもこのコースごとに行われる。2学科の教育カリキュラムは共通している部分も多く、特に3年生前半までは共通の授業科目となっている。
- 航空宇宙工学科
  - 航空宇宙システム学コース
  - 航空宇宙推進学コース

- 精密工学科

工科大学設置の翌年、1887年に設置された造兵学科が精密工学科の前身である。造兵学科は1946年に精密加工学科、1947年に精密工学科と改称された。さらに1963年に精密機械工学科と改称された後、2000年のシステム創成学科設置に伴い廃止されたが、2006年度入学者より再び設置された。精密工学科も後述のシステム創成学科と同様に、プロジェクト演習がカリキュラムに組み込まれている。
- 電子情報工学科（電子・情報系A）
- 電気電子工学科（電子・情報系B）

電気電子工学科、電子情報工学科の2学科は合わせて「電子・情報系学科」と呼ばれており、電子・情報系A（情報系）、電子・情報系B（物理系）の2コースに分かれて教育を行っている。進学振分けもこのコースごとに行われている。これら2学科の教育カリキュラムも機械系と同様、共通している部分も多く、特に3年生前半までは共通の授業科目となっている。
1886年の工科大学設置と同時に電気工学科が設置され、1958年に電子工学科が設置された。2008年4月の工学系研究科・新領域創成科学研究科の専攻再編に合わせて、これら2学科は統合され、電気電子工学科となった。また、電子情報工学科は1991年に設置された。
なお、2008年以前は「電子・情報系3学科」または「電気系3学科」と総称されていた。電子・情報系3学科は電子・情報系A（エネルギー・グローバルシステム）、電子・情報系B（情報・通信・メディア）および電子・情報系C（ナノ物理・情報エレクトロニクス）の3コースに分かれており、それぞれが電気工学科、電子情報工学科および電子工学科に対応していた。進学振分けもこのコースごとに行われていた。
- 物理工学科
- 計数工学科
  - 数理情報工学コース
  - システム情報工学コース

物理工学科、計数工学科の2学科は合わせて「応用物理部門」と呼ばれており、物理学・数学を基礎とした工学分野の教育研究が行われている。
- マテリアル工学科
  - バイオマテリアルコース（マテリアル工学A）
  - マテリアル環境・基盤コース（マテリアル工学B）
  - 情報・ナノマテリアルコース（マテリアル工学C）

- 応用化学科
- 化学システム工学科
- 化学生命工学科

応用化学科、化学システム工学科、化学生命工学科の3学科は合わせて「化学・生命系3学科」と呼ばれている。進学振分けは学科ごとに行われている。講義・実験の一部は共通で行われている。
以前は、工業化学科、合成化学科、反応化学科、化学工学科の４学科が工学部５号館に設置されていたが、上記の化学・生命系３学科が工学部５号館に設置されるようになった。
- システム創成学科
  - 環境・エネルギーシステム (E&E) コース（システム創成A）
  - システムデザイン&マネジメント (SDM) コース（システム創成B）
  - 知能社会システム (PSI) コース（システム創成C）

システム創成学科は、精密機械工学科（2006年より精密工学科として再設置）、船舶海洋工学科（旧・船舶工学科）、システム量子工学科（旧・原子力工学科）・地球システム工学科（旧・資源開発工学科←鉱山学科）の4学科を廃止して、2000年に設置された学科である。旧学科の教員が講義・演習を担当するが、単に4学科で行われていた学問を1つの学科で扱っているわけではなく、工学全体を統合した教育内容になっている。環境・エネルギーシステムコースや知能社会システムコースのように文系領域にまたがった教育を行っているコースも設置されている。学科設置当初は、
A:環境・エネルギーシステム (E&E)、B:生体情報システム (BIS)、C:シミュレーション (SIM)、D:知能社会システム (PSI)
の4コースで構成されていたが、2006年度進学者より
A:環境・エネルギーシステム (E&E)、B:シミュレーション・デザイン (SIM)、C:知能社会システム (PSI)、D:知能設計 (PID)、E:知能メカトロニクス (PIM)、F:数理社会デザイン (DIS)
の6コース制に変更された。2008年度進学者からは現在の3コース制となっている。
システム創成学科の教育の特徴としては「プロジェクト」が挙げられる。プロジェクトは2年生後半から4年生までの各学期に開講されている。プロジェクトの具体的内容は各コースによって異なるが、プロジェクトを通して未知の問題に対処することのできる応用力を作ることが目標とされている。
なお以前は、他学科のように学科に直結する大学院組織がなく、学科教員が所属する工学系研究科環境海洋工学専攻、システム量子工学専攻、地球システム工学専攻、技術経営戦略学専攻、原子力国際専攻、および新領域創成科学研究科先端エネルギー工学専攻、環境システム学専攻、人間環境学専攻が関連する大学院となっていたが、2008年4月に環境海洋工学専攻、システム量子工学専攻、地球システム工学専攻の3専攻が統合され、工学系研究科に「システム創成学専攻」が設置された。精密工学科設置以前は精密機械工学専攻も関連大学院の一つとされていた。

#### 工学系研究科
大学院工学系研究科は教職員の所属する組織であるとともに大学院教育（修士課程、博士課程）を担当する組織。教職員は専攻等に所属して、研究を実施するとともに、各々の専攻において大学院教育を担当する。現在、18の専攻と、2つの附属施設、6つの附属センター、事務部で構成される。
- 社会基盤学専攻（旧土木工学専攻）
- 建築学専攻
- 都市工学専攻
  - 都市計画コース（旧建築学専攻都市計画講座他）
  - 都市環境工学コース（旧土木工学専攻衛生工学講座）
  - 都市持続再生学コース（まちづくり大学院）（修士課程）
- 機械工学専攻
- 精密工学専攻
- 航空宇宙工学専攻
- 電気系工学専攻
  - 電気電子工学コース
  - 融合情報学コース
- 物理工学専攻
- システム創成学専攻
- マテリアル工学専攻
- 応用化学専攻
- 化学システム工学専攻
- 化学生命工学専攻
- 先端学際工学専攻（博士課程）（先端科学技術研究センター）
- 原子力国際専攻
- バイオエンジニアリング専攻
- 技術経営戦略学専攻
- 原子力専攻（専門職学位課程）

茨城県東海村（東海キャンパス）にある原子力専攻（旧・附属原子力工学研究施設）設置の高速中性子原炉「弥生」は大学が運用する高速炉としては世界で唯一の存在である。

## 工学系研究科長・工学部長
- 加藤 泰浩

## 附属施設
工学系研究科附属
- 水環境工学研究センター
- 量子相エレクトロニクス研究センター
- 総合研究機構
- エネルギー・資源フロンティアセンター
- 光量子科学研究センター
- 国際工学教育推進機構
  - 国際化教育センター
  - 工学教育基盤強化推進センター
  - 国際事業推進センター
  - 学際共同教育研究センター
  - プロジェクト型工学教育センター
- 医療福祉工学開発評価研究センター
- レジリエンス工学研究センター
- スピントロニクス学術連携研究教育センター
- 人工物工学研究センター

## 研究

### 寄付講座・社会連携講座
工学系研究科には以下の寄付講座が設置されている。
| 名称                                   | 寄附者 | 設置専攻               |
| -------------------------------------- | --- | ---------------------- |
| 品質・医療社会システム工学             | トヨタ自動車、デンソー、積水化学工業、日本規格協会、日本科学技術連盟、ベリサーブ、パラマウントベッド、小林クリエイト、日本健康管理協会 | 化学システム工学       |
| 都市持続再生学                         | 三井不動産、三菱地所、森ビル、大林組、鹿島建設、清水建設、大成建設、竹中工務店、積水ハウス、東日本旅客鉄道                             | 都市工学               |
| パワーフロンティア寄付講座             | 三菱電機、住友電気工業、日本ガイシ、東光高岳、東海旅客鉄道                                                                             | 電気系工学             |
| ユビキタスパワーネットワーク寄付講座   | 東日本旅客鉄道㈱、東芝エネルギーシステム、電源開発、富士電機、明電舎、日立製作所                                                       | 電気系工学             |
| 建築構成材デザイン工学                 | AGC | 建築学                 |
| 基盤材料マネジメント工学               | 日本製鉄、JFEスチール、神戸製鋼所、日新製鋼                                                                                            | マテリアル工学         |
| グローバル消費インテリジェンス寄付講座 | ソフトバンクグループ | 技術経営戦略学         |
| 建築生産マネジメント                   | 大林組、鹿島建設、清水建設、大成建設、竹中工務店                                                                                       | 建築学                 |
| 次世代 IoT 活用の創出                  | 非公開 | 機械工学               |
| 個別化保健医療講座                     | タニタヘルスリンク | バイオエンジニアリング |
| i-Construction システム学              | 日本建設業連合会、建設コンサルタンツ協会、全国地質調査業協会連合会、全国測量設計業協会連合会、日本建設機械施工協会                     | 社会基盤学             |
| ブロックチェーンイノベーション         | 三井住友フィナンシャルグループ、ホットリンク、マネーフォワードフィナンシャル、グッドラックスリー、ジェイ・エス・エス、ジッパー         | 技術経営戦略学         |
| 光量子情報処理学                       | 日亜化学工業 | 総合研究機構           |

### 教育

#### まちづくり大学院
都市持続再生学コース（まちづくり大学院）は社会人を対象としたコースであり、2007年10月1日に発足した。都市工学専攻、社会基盤学専攻、建築学専攻の3専攻の協力により運営されているが、学生の所属は都市工学専攻となっている。

## 同窓会

### 東京大学工学部丁友会（ていゆうかい）
工学部の同窓会組織である。鉄門倶楽部と同様に、工科大学のボート部の応援団として発足した。"丁"は工科大学のマークであった"T"に由来する。現在、工学部には丁友会関連のサークルが9つ存在し、丁友会の支援を受けているが、東京大学工学部生でなくても加入できる。

### 傘下団体
- アビオニクス研究会（飛行ロボット）
- RoboTech（大学ロボコン）
- モーター同好会（軽レーシングカー製作）
- F-tec（東京大学飛行理論実践委員会）（人力飛行機製作）
- iGEM UT-Tokyo（合成生物学）
- 丁友会剣道部
- 丁友会硬式野球部
- TEIYU（丁友会テニス部
- ラブオール（丁友会バドミントン部）